# Romance de amor

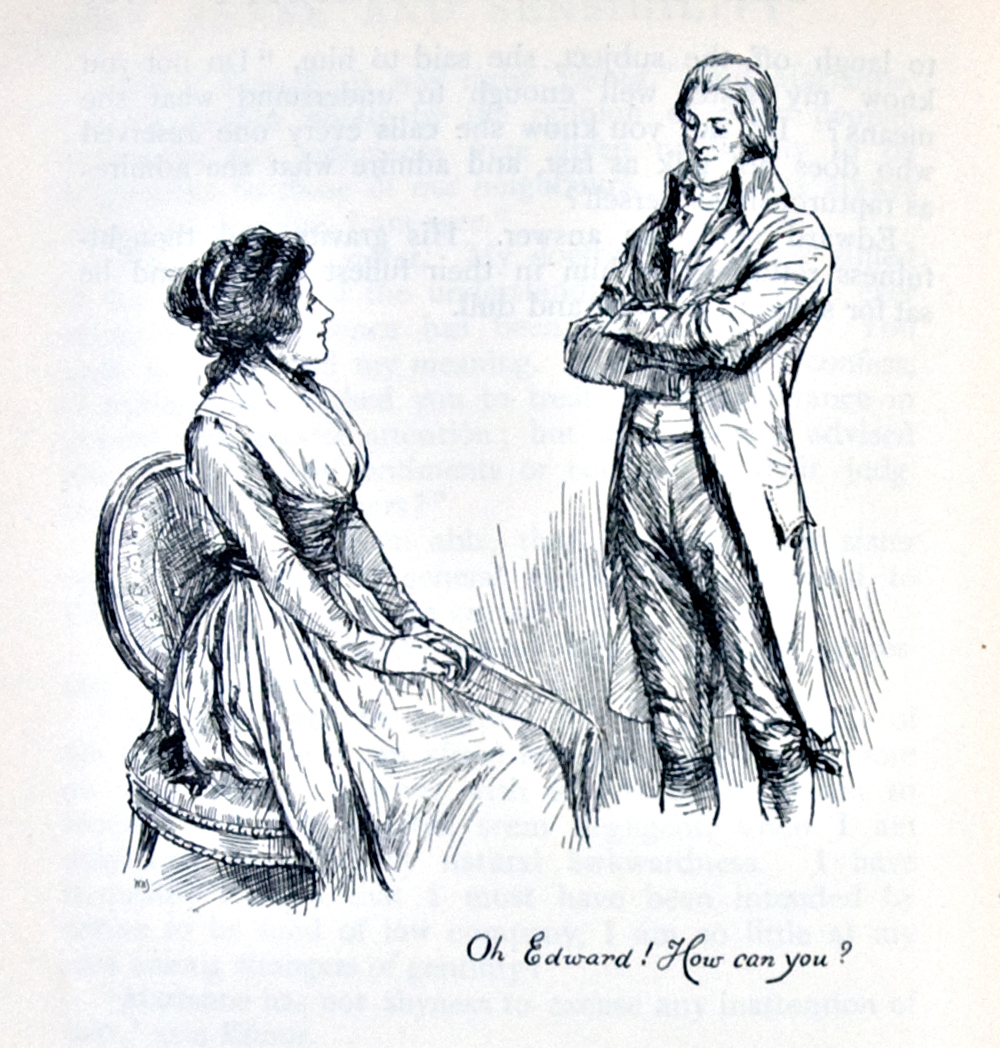
"Oh Edward! Como você pode?", uma ilustração do final do século XIX de Razão e Sensibilidade (1811) de Jane Austen, uma pioneira do gênero

Um romance de amor ou romance romântico é um romance do literatura de gênero que se concentra principalmente no relacionamento e no amor romântico entre duas pessoas, normalmente com um final emocionalmente satisfatório e otimista.
Os romances abrangem vários subgêneros, como fantasia, gótico, contemporâneo, romance histórico, ficção paranormal e ficção científica. As mulheres têm sido tradicionalmente as principais leitoras de romances, mas de acordo com Romance Writers of America, 16% dos homens leem romances.
Um próspero gênero de obras convencionalmente conhecido como "romances" existia na Grécia antiga.
Outros precursores podem ser encontrados na ficção literária dos séculos XVIII e XIX, incluindo o romance sentimental de Samuel Richardson, Pamela, or Virtue Rewarded (1740) e os romances de Jane Austen. Muitos romances famosos de ficção literária terminam tragicamente. Os exemplos incluem: Wuthering Heights de Emily Brontë, Anna Karenina de Tolstói, Norwegian Wood de Haruki Murakami, Atonement de Ian McEwan, e A Canção de Aquiles de Madeline Miller.
As fortes vendas de romances de amor populares tornam este o maior segmento do mercado global de livros.

## História

### Desenvolvimento

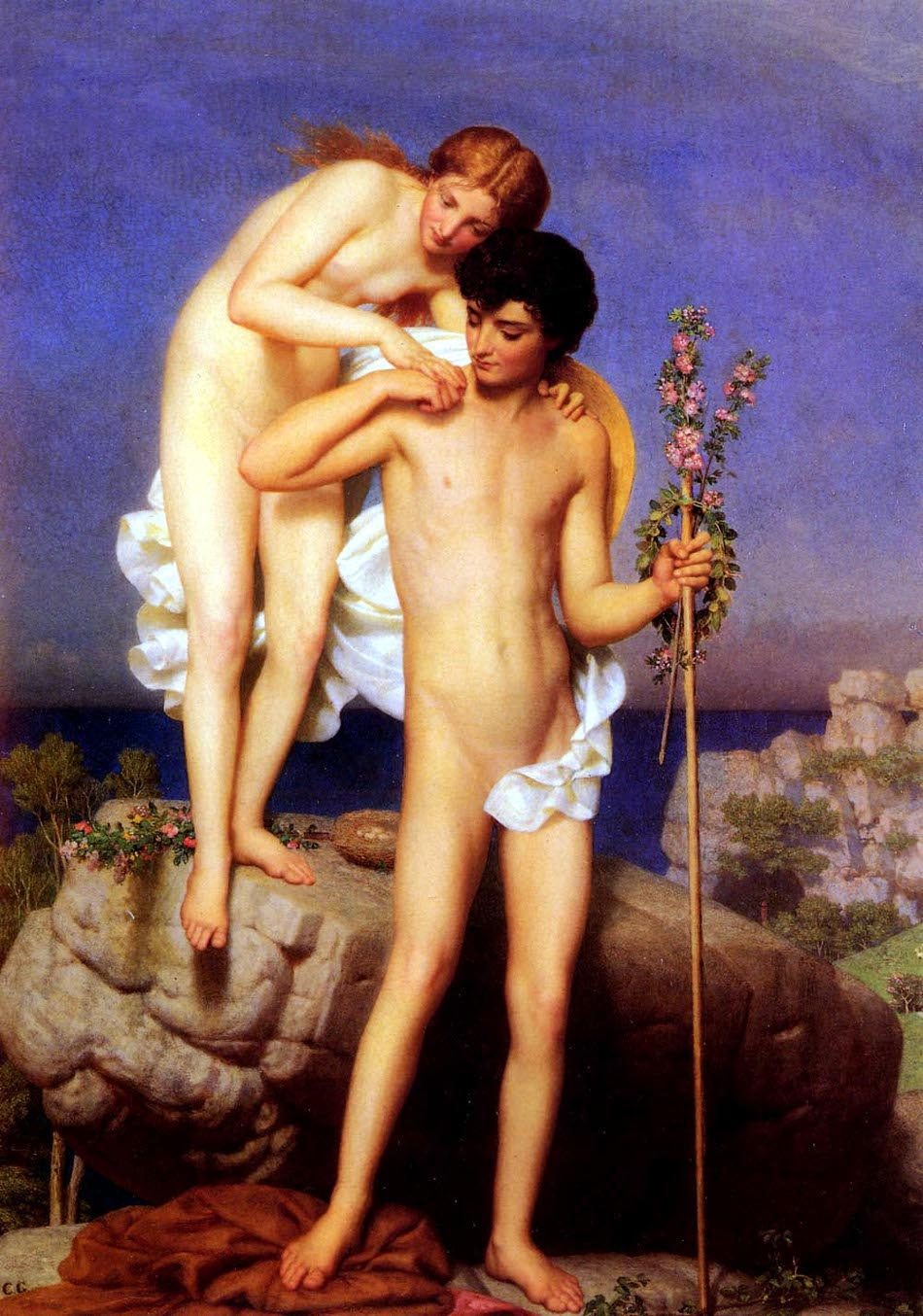
Uma pintura do século XIX do pintor suíço-francês Marc Gabriel Charles Gleyre representando uma cena de Dáfnis e Cloé de Longo

O gênero de obras de ficção em prosa extensa que trata do amor romântico existia na Grécia clássica. Os títulos de mais de vinte romances gregos antigos são conhecidos, mas a maioria deles sobreviveu apenas de forma incompleta e fragmentada. Apenas cinco romances gregos antigos sobreviveram até os dias atuais em estado de quase conclusão: Quéreas e Calírroe, Leucipe e Clitofonte, Dáfnis e Cloé, O Conto Efésio e O Conto Etíope.
Precursores do romance amoroso popular moderno também podem ser encontrados no romance sentimental Pamela, or Virtue Rewarded, de Samuel Richardson, publicado em 1740. Pamela foi o primeiro romance popular baseado em um namoro contado da perspectiva da heroína. Ao contrário de muitos romances da época, Pamela teve um final feliz, quando, após o Sr. B tentar, sem sucesso, seduzir e estuprar Pamela várias vezes, ele finalmente recompensa sua virtude propondo-lhe sinceramente um casamento justo. O livro foi um dos primeiros best-sellers, com cinco edições impressas nos primeiros onze meses de lançamento. Richardson começou a escrever Pamela como um livro de modelos de cartas. Richardson aceitou o pedido, mas apenas se as cartas tivessem um propósito moral. Enquanto Richardson escrevia, a série de cartas se transformou em uma história.
Jane Austen é uma influência importante no gênero de ficção romântica, e Orgulho e Preconceito, publicado em 1813, foi chamado de "o melhor romance de amor já escrito". No início da era vitoriana, as irmãs Brontë, como Austen, escreveram ficção literária que influenciou a ficção popular posterior. Charlotte Brontë em Jane Eyre, publicada em 1847, apresentou a heroína órfã. O romance amoroso de Brontë incorpora elementos do romance gótico e do drama elisabetano e "demonstra a flexibilidade da forma do romance".

### Romance de amor asiático
Durante as dinastias Ming e Qing na China, houve uma circulação em massa e florescimento de um tipo de romance de amor impresso chamado caizi jiaren ("acadêmico e beldade"), que normalmente envolve uma história de amor entre uma bela e talentosa donzela e um belo e jovem estudioso.
A prevalência esmagadora deste tipo de romances foi ridicularizada no livro de Cao Xueqin, O Sonho da Câmara Vermelha, no qual afirma: "Existem milhares de livros desses tais caizi jiaren ["acadêmicos e de beleza"], e ainda assim eles são todos iguais!". Além disso, estes romances chineses também teriam uma influência duradoura nas literaturas oriental e ocidental.